# Lepiszcza bitumiczne
Lepiszcza bitumiczne – materiały organiczne, które dzięki zachodzącym w nich zmianom fizycznym (adhezji i kohezji) zmieniają swoją konsystencję i wykazują się cechami wiążącymi. W materiałach tych, w odróżnieniu od spoiw, nie zachodzą zmiany chemiczne. W zależności od pochodzenia, lepiszcza dzielą się na:
- smołowe – smoły to ciecze otrzymywane podczas suchej destylacji drewna (smoła drzewna) lub węgla (smoła węglowa); obecnie raczej niestosowane, z uwagi na dużą toksyczność smoły
- asfaltowe – asfalty to mieszanina węglowodorów wielkocząsteczkowych pochodzenia naturalnego (asfalt naturalny) lub otrzymywanych w wyniku przeróbki ropy naftowej (asfalt ponaftowy); odporne na działanie wody, kwasów, zasad; rozpuszczalne w dwusiarczku węgla, benzynie i innych rozpuszczalnikach